# Euphthiracarus suputincus
Euphthiracarus suputincus är en kvalsterart som beskrevs av Wojciech Niedbała 2006. Euphthiracarus suputincus ingår i släktet Euphthiracarus och familjen Euphthiracaridae. Inga underarter finns listade i Catalogue of Life.